# Naturschutzgebiet Auf der Saat

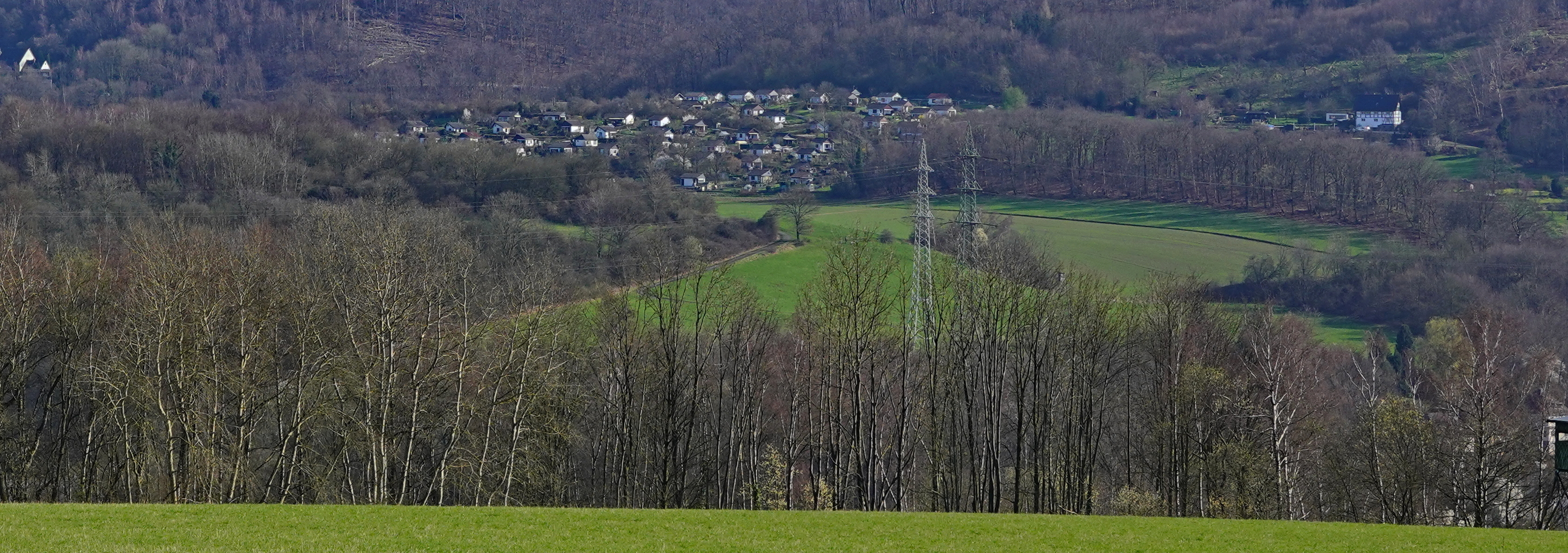
Blick vom Naturschutzgebiet Burgberg in Iserlohn-Oestrich auf das "Naturschutzgebiet Auf der Saat"

Das Naturschutzgebiet Auf der Saat ist ein 19,6 ha großes Naturschutzgebiet (NSG) im Stadtgebiet von Iserlohn im Märkischen Kreis in Nordrhein-Westfalen. Das NSG wurde 1997 vom Kreistag des Märkischen Kreises mit dem Landschaftsplan Nr. 4 Iserlohn ausgewiesen. Das östlich liegende Naturschutzgebiet Mühlenberg ist teilweise nur etwa 60 m entfernt.

## Gebietsbeschreibung
Bei dem NSG handelt es sich um einen Biotopkomplex der Kalkstandorte. Es befinden sich Perlgras-Buchenwald, Halbtrockenrasen, Schlehengebüsch und ehemaliger Niederwald im NSG.

## Schutzzweck
Das Naturschutzgebiet wurde zur Erhaltung und Entwicklung eines Biotopkomplexes der Kalkstandorte und als Lebensraum gefährdeter Tier- und Pflanzenarten ausgewiesen. Wie bei anderen Naturschutzgebieten in Deutschland wurde in der Schutzausweisung darauf hingewiesen, dass das Gebiet „wegen der landschaftlichen Schönheit und Einzigartigkeit“ zum Naturschutzgebiet wurde.